# カルチュラサークル
『カルチュラサークル』は、フジテレビで2015年2月1日（1月31日深夜）に放送されたバラエティ番組。若者文化やポップカルチャーをトーク&コントで紹介する。

## 出演者
- でんぱ組.inc（相沢梨紗、夢眠ねむ、古川未鈴、藤咲彩音、成瀬瑛美、最上もが）
- ハマ・オカモト（OKAMOTO'S）
- M・A・O
- うしろシティ（金子学、阿諏訪泰義）
- ラブレターズ（塚本直毅、溜口佑太朗）
- ニューヨーク（嶋佐和也、屋敷裕政）
- 池岡亮介
- 高良亘
- 小島権徳
- 坂垣怜次
- 根岸拓哉
- 松本愛
- 宮原大輔
- 森川葵

## スタッフ
- 構成：オークラ、藤谷弥生、はせがわ仏具店
- ディレクター：日比野大輔
- AP：鈴木ちえこ
- 制作プロデューサー：向井美科
- プロデューサー：緒方昌孝、立石憲一郎
- チーフプロデューサー：飯村徹郎
- 演出：日置祐貴
- 制作協力：MTG